# Jonathan Paz
Jonathan Paz (18 de junho de 1995) é um futebolista profissional hondurenho que atua como defensor, atualmente defende o Deportivo Real Sociedad.

## Carreira

### Rio 2016
Jonathan Paz integrou o elenco da Seleção Hondurenha de Futebol nas Olimpíadas de 2016, que ficou na quarta posição.